# Књижевност ренесансе
Книжевност ренесансе је специфична по томе што је за време ове епохе  књижевност стварана на народном језику, за разлику од хуманизма где је постојала доза настојања ка учености, што значи да је хуманизам обухватао само оне који су живели у градовима и учене.
Ренесанса је шира и знатно отворенија од хуманизма. Осим што су дела писана на народном језику, у њима је представљен обичан живот и човек у њему. Исказиване су човекове нескривене емоције. Од словенских земаља највише се осетила у Пољској.
Овај период у култури и уметности Европе био је заступљен од 14. века до краја 16. века. Већ од краја 13. века у радовима водећих уметника, у ставовима појединих филозофа, али и у начину живота запажају се значајне промене. Постојање и уметничко стваралаштво почињу да се, и у садржајима и у формама, опиру религијским схватањима. Истиче се људско достојанство, указује се на оригиналност и непоновљивост индивидуалног постојања, па се човеку даје повлашћено место у свету, као и слобода да управља својим животом, да непосредно и стваралачки исказује осећања и размишљања.
Хуманистичке и ренесансне идеје су потекле из Италије, када су почели да се ослобађају први градови од апсолутистичке власти феудалаца и цркве и појавом прве грађанске класе, а временом су те идеје и правци почели да се шире и на друге водеће европске земље. На развој ових праваца су утицали и проналасци у области науке и технике.
Главна обележја књижевности хуманизма и ренесансе јесу:
- инспирисаност делима античке књижевности;
- употреба народног језика (праћена утицајима поетике усмене књижевности);
- изражавање личних и интимних осећања;
- снажно испољавање љубавног заноса, посебно у поезији;
- сликовитост песничког језика;
- испољавање артистичког умећа у обликовању тема и мотива;
- присуство мотива из античке традиције, нарочито из грчке и римске митологије;
- настојање аутора да одабрану тематику приказују на уверљив начин;
- дочаравање духа времена и доба, повремено чак и актуелних дешавања;
- мотивисаност поступака и гледишта ликова снажним осећањима;
- присуство моралне димензије, која често садржи и јасну поуку;
- приказивање и тумачење сложених емоција;
- настојање да се одабрана тематика приказује на уверљив начин.[3]

Представници хуманизма и ренесансе:
- Италија:
  - Данте Алигијери (1256 — 1321) „Божанствена комедија“.
  - Франческо Петрарка (1304 — 1374) „Канцонијер“
  - Ђовани Бокачо (1313 — 1375) „Декамерон“
- Шпанија: 
  - Мигел де Сервантес (1547 — 1616) „Дон Кихот“
- Енглеска: 
  - Вилијам Шекспир (1564 — 1616)
- Дубровник: 
  - Марин Држић (око 1508 — 1567) „Новела од Станца“ и „Дундо Мароје“